# Joe Jackson's Jumpin' Jive
Albums de Joe Jackson
Beat Crazy
(1980) Night and Day
(1982)
Joe Jackson's Jumpin' Jive est le quatrième album studio de Joe Jackson, sorti en juin 1981.
Il s'agit d'un album de reprises de « classiques » de Swing et de jump blues des années 1940 interprétés, à l'origine, par des artistes tels que Louis Jordan ou Cab Calloway dont la chanson Jumpin' Jive a donné le titre à l'opus.
Avec cet album, Joe Jackson est le précurseur du mouvement swing revival, actif pendant les années 1990 et 2000, dans lequel s'illustreront des artistes comme les Squirrel Nut Zippers, Big Bad Voodoo Daddy ou encore le Brian Setzer Orchestra.
Joe Jackson's Jumpin' Jive s'est classé 14e au UK Albums Chart et 42e au Billboard 200.

## Liste des titres
| 1. | Jumpin' with Symphony Sid         | Lester Young, King Pleasure | 2:42 |
| 2. | Jack, You're Dead                 | Walter Bishop, Dick Miles   | 2:46 |
| 3. | Is You Is or Is You Ain't My Baby | Bill Austin, Louis Jordan   | 4:57 |
| 4. | We the Cats (Shall Hep Ya)        | Cab Calloway, Jack Palmer   | 3:19 |
| 5. | San Francisco Fan                 | Sammy Mysels, Dick Sanford  | 4:28 |
| 6. | Five Guys Named Moe               | Jerome Bresler, Larry Wynn  | 2:30 |

| 1. | Jumpin' Jive                                                        | Cab Calloway, Frank Froeba, Jack Palmer                    | 2:41 |
| 2. | You Run Your Mouth (and I'll Run My Business)                       | Louis Armstrong                                            | 2:31 |
| 3. | What's the Use of Getting Sober (When You're Gonna Get Drunk Again) | Busby Meyers                                               | 3:46 |
| 4. | You're My Meat                                                      | Skeets Tolbert                                             | 2:54 |
| 5. | Tuxedo Junction                                                     | Erskine Hawkins, Buddy Feyne, William Johnson, Julian Dash | 5:18 |
| 6. | How Long Must I Wait for You                                        | Jerry Black, Lucky Millinder                               | 4:06 |

## Personnel
- Joe Jackson : chant, vibraphone
- Graham Maby : basse, chœurs
- Dave Bitelli : saxophone ténor, clarinette, chœurs
- Raul Olivera : trompette, chœurs
- Pete Thomas : saxophone alto, chœurs
- Larry Tolfree : batterie, chœurs
- Nick Weldon : piano, chœurs